# Tauernhaus Schaidberg
Das Tauernhaus Schaidberg, heute Hotel Schaidberg, war ein Tauernhaus am Radstädter Tauern in Obertauern. Das ursprüngliche Gebäude wurde 1932 bei einem Brand zerstört und danach in neuer Form wiedererrichtet. Es dient heute als Jugendhotel.

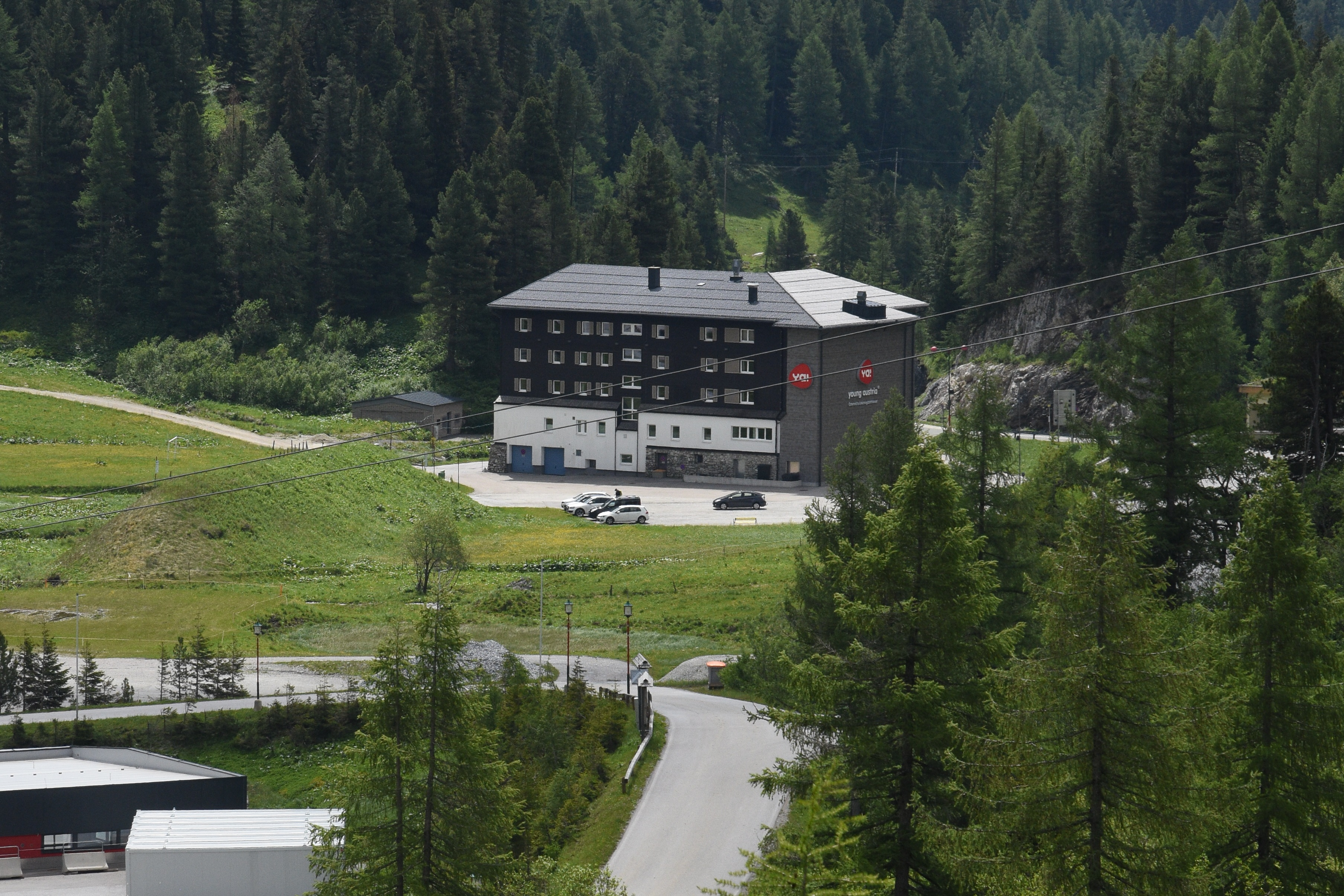
Tauernhaus Schaidberg

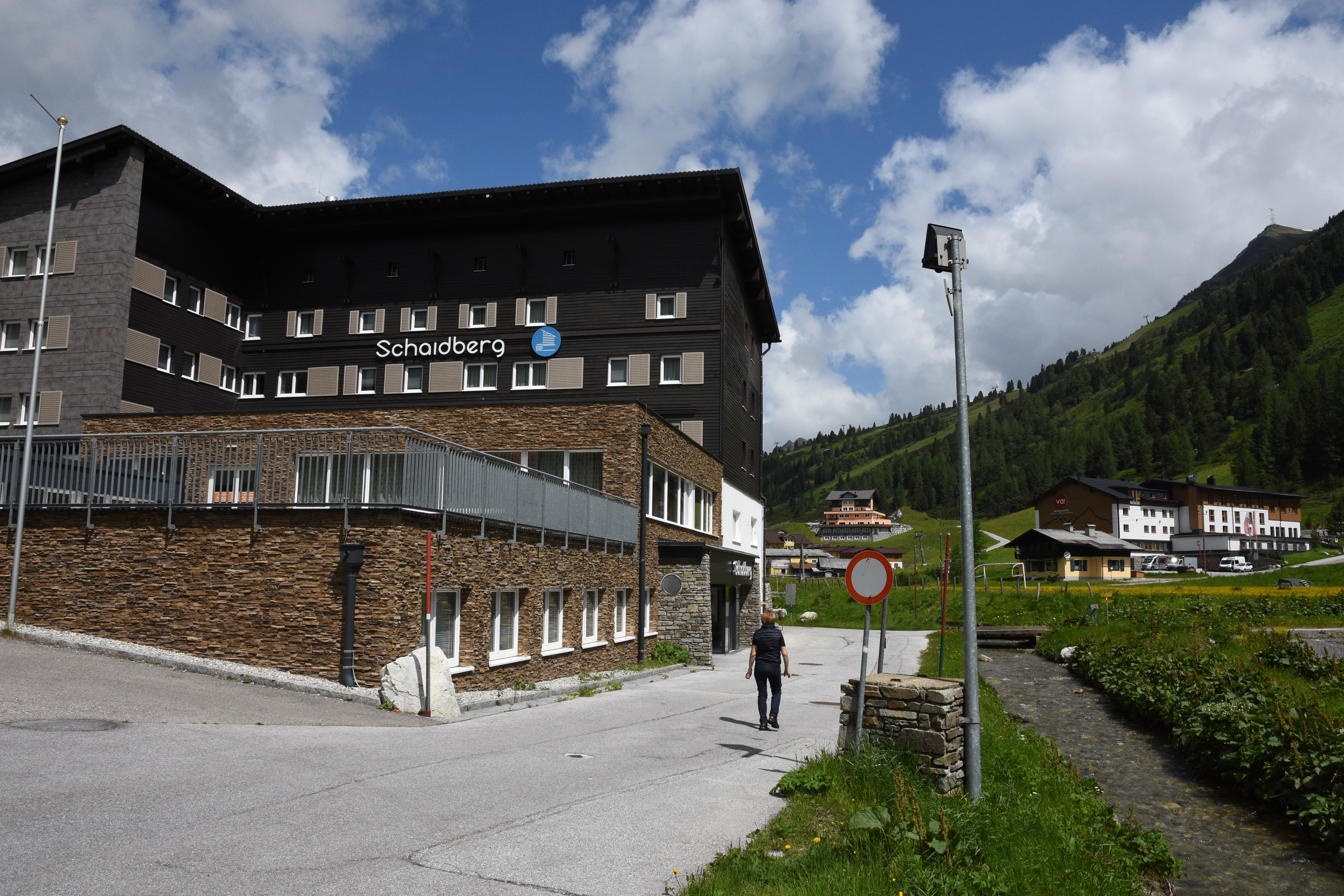
Tauernhaus Schaidberg

## Geschichte
In einer Urkunde aus dem Jahr 1517 wird erstmals von zween Wirten am Tauern berichtet, die den Weg über den Radstädter Tauern freihalten sollen. Der Tauernweg war zu dieser Zeit jedoch nur schlecht geräumt und teilweise verfallen, weshalb es mehrfach zu Klagen kam. Erst ab den Jahren 1519/20 wurde die Fahrstraße ausgebaut, die Wegerhaltung wurde in der Folge vom Salzburger Domkapitel übertragen.
Mit den zwei Wirten waren dabei das Tauernhaus Schaidberg und das Tauernhaus Wisenegg gemeint. Die beiden Tauernhäuser unterstanden der Grundherrschaft des Salzburger Domkapitels. Um 1550 findet das Tauernhaus Schaidberg auch als „Not Taferne“ Erwähnung in einer Urkunde, die aber zu dieser Zeit weder im Sommer, noch im Winter stark frequentiert war. Die Vermutung liegt daher nahe, dass das Tauernhaus ursprünglich ein Bauerngut war, dass erst nach und nach die Funktion eines Tauernhauses übernahm.
Bei den Besitzern des Gutes könnte es sich um eine Radstädter Bürgerfamilie gehandelt haben, da 1489 Conrad Schaidberger Bürgermeister von Radstadt war. Geschichtsforscher vermuten, dass das Tauernhaus Schaidberg der Stammsitz der Familie Schaidberger gewesen ist. 1541 stand das Anwesen im Besitz des Georgius Aschauer, im folgten Stoff Unterberger und Ehrystanus Prembstaller nach. 1629 wanderte das Anwesen in den Besitz der Familie Wisenegger, 1924 war es Teil des Postanwesens Tweng.
Während seines Bestehens erhielt das Tauernhaus Schaidberg immer wieder Mittel vom Salzburger Erzbischof für die Betreuung mittelloser Reisender. Da sich das Salzburger Domkapitel ab dem 16. Jahrhundert selbst um die Wegerhaltung kümmerte wurden diese Mittel zwar reduziert aber zunächst offenbar nie gänzlich eingestellt. Erst in der Ersten Hälfte des 19. Jahrhunderts scheinen keine Mittel mehr für die Betreuung der armen Reisenden mehr ausgezahlt worden sein, jedoch sind Ansuchen der beiden Tauernwirte vom Ende des 19. Jahrhunderts belegt, wobei sie um Mittel für die Versorgung armer Reisender bitten. Diese Ansuchen wurden in der Regel mit 60 Gulden bewilligt. In der Folge war das Tauernhaus Schaidberg ein Zentrum zur Betreuung mittelloser Reisender.
Nachdem Johann Angelberger das Tauernhaus 1925 gekauft hatte, geriet er in Konkurs und Anton Sandbichler ersteigerte das Tauernhaus 1927. Bei einem verheerenden Brand 1932 wurde das Gebäude jedoch völlig zerstört. Sandbichler, Postwirt in Tweng, war finanziell nicht in der Lage das Gebäude wiederzuerrichten, weshalb die Gründe dem Rechtsanwalt Viktor Wimmer und Sandbichlers Pächter Franz Wirnsperger bei einer erneuten Versteigerung je zur Hälfte zufielen. Das Tauernhaus wurde von den neuen Besitzern in neuer Form als Hotel wiedererrichtet und 1959 verkauft. 1965 wurde es vom Jugendferienwerk Salzburg, heute Young Austria, erworben und in eine Jugendherberge umgewandelt.